# George Diepen
George Diepen (Tilburg, 4 augustus 1834 - Vught, 16 oktober 1918) was een Nederlands politicus.
Diepen was de zoon van een Tilburgse lakenfabrikant, die dat bedrijf, toen in 's-Hertogenbosch gevestigd, voortzette. Hij werd in 1889 burgemeester van Roermond. In mei 1891 kwam hij tussentijds in de Tweede Kamer, maar maakte in 1892 plaats voor oud-minister Jhr. Ruijs van Beerenbroek. Hij was de vader van A.F. Diepen, bisschop van 's-Hertogenbosch.